# 辛程
辛程（1917年—2009年），男，奉天（今辽宁）开原人，中华人民共和国政治人物，曾任吉林省人民检察院检察长，吉林省政协副主席。